# Любка (гідрологічний заказник)
Любка — гідрологічний заказник місцевого значення в Україні. Розташований у межах Котелевського району Полтавської області, біля села Любка. 
Площа заказника 67 га. Статус надано згідно з рішенням облради від 20.12.1993 року. Перебуває у віданні Деревківської сільської ради. 
Статус надано для збереження лучно-болотних ділянок та невеликого озера з рідкісними видами рослин, серед яких пальчатокорінник м'ясо-червоний і Фукса, вовче тіло болотне, зозулинець болотний. 
На луках суцільний покрив утворює декоративна ромашка королиця звичайна та лікарські рослини - деревій майжезвичайний, вовчуг польовий, кмин звичайний, хвощ польовий. Трапляється регіонально рідкісна осока житня. 
У заболоченій частині зростають осока дерниста, очерет звичайний, рогіз широколистий, кизляк болотний, вовконіг європейський, гірчак земноводний, куничник сіруватий, калюжниця болотна, щучник дернистий, верба розмаринолиста.
На території заказника мешкають численні тварини. В озері є риби: карась сріблястий та в'юн, та земноводні жаба озерна. 
Заказник є місцем гніздування білого лелеки. Під час весняних перельотів тут зупиняється журавель сірий. Також поширені крижень, вівсянка очеретяна, очеретянка болотна, синьошийка, іволга, горлиця звичайна, сойка, щиглик, шпак, плиска жовта, чекан лучний, жайворонок польовий.